# Zatypota cingulata
Zatypota cingulata là một loài tò vò trong họ Ichneumonidae.